# غراميات مجنون (فلم)
غراميات مجنون هو فيلم مصري عرض عام 1967، بطولة فريد شوقي ونادية لطفي ويوسف شعبان، الفيلم مأخوذ عن قصة «آخر الطريق» للكاتبة أمينة السعيد ومن إخراج زهير بكير.

## قصة الفيلم
يوسف شاب مستهتر، ذات ليلة يقرر مصاحبة صديقه محمد إلى سهرة في منزل صديقته الراقصة ياسمين، لكن محمد المصاب بالقلب لا يتحمل الرقص، فيموت أثناء السهرة، يتهم يوسف الراقصة بأنها سبب قتل محمد ويأخذ عليها تعهدًا بأنها قاتلة، ويبتزها، تتزوج ياسمين من المحامي المشهور مدحت، يطاردها يوسف ويدفعها كي تأخذ من أموال زوجها، ثم يدفعها إلى سرقة مستند هام لإحدى القضايا فيه تبرئة لصاحب قضية من تهمة القتل.

## طاقم التمثيل
- فريد شوقي: (مدحت عبد الكريم)
- نادية لطفي: (ياسمين)
- يوسف شعبان: (حفني حامد)
- سامية شكري: (ناهد)
- محمد أحمد المصري: (يوسف الحواتكي)
- عباس رحمي: (والد مدحت)
- كريمة البدراوي: (والدة مدحت)
- سعيد عاشور
- عصام الحلبي
- عبد الرحيم أبو عوف
- أنيس طاهر
- عبد العزيز شكري
- بدرية عبد الجواد
- توفيق الكردي
- عبد المنعم سعودي
- إبراهيم صبح
- لولا أنجلو
- فاروق عطية
- زيزي فريد
- سميحة محمود
- ليلى عز الدين
- حسام أبو المكارم
- حمدي مرسي
- عدلي زين العابدين
- سعد الدين المصري
- سعيدة جلال
- محمد رضا
- شريف زهير: (طفل)

## فريق العمل
- إخراج: زهير بكير
- قصة: عن قصة «آخر الطريق» للكاتبة أمينة السعيد
- سيناريو وحوار: زهير بكير
- مدير التصوير: علي حسن
- مونتاج: عبد العزيز فخري
- إنتاج: أفلام أمية (زهير بكير)
- توزيع داخلي: الشركة العامة لتوزيع وعرض الأفلام السينمائية
- توزيع خارجي: أفلام أمية